# Urania sloanus
Urania sloanus (denominada popularmente, em inglês, Jamaican Sunset moth ou Sloan’s Urania) foi uma mariposa, ou traça, neotropical diurna da família Uraniidae, endêmica da Jamaica (nas Antilhas, América Central). Entrou em extinção pelos anos de 1894-1895, mas pode ter sobrevivido até 1908. Foi classificada por Pieter Cramer, com a denominação de Papilio sloanus, em 1776, em homenagem ao naturalista e colecionador Hans Sloane, que explorou a Jamaica entre 1687 e 1689. Suas lagartas se alimentavam de plantas do gênero Omphalea e das espécies Omphalea triandra e Omphalea diandra (família Euphorbiaceae). Ela é aparentada com Chrysiridia rhipheus, conhecida por Rainha-de-Madagáscar e considerada a mariposa mais bonita do mundo.

## Descrição
Urania sloanus é considerada "a mais espetacular espécie" dentro do gênero Urania, possuindo asas sem grande dimorfismo sexual entre macho e fêmea. Possui, vista por cima, tom geral enegrecido, com manchas esverdeadas e brilhantes atravessando, em riscas, suas asas anteriores. Nas asas posteriores a tonalidade mescla, em diferentes áreas, o azul-celeste, o verde-amarelado e o laranja-avermelhado; com longas caudas, novamente em azul-celeste com listras negras, na metade inferior das asas posteriores, sendo esta a única Urania a mostrar cores quentes no seu dorso. O lado de baixo apresenta coloração mais azulada e esverdeada.

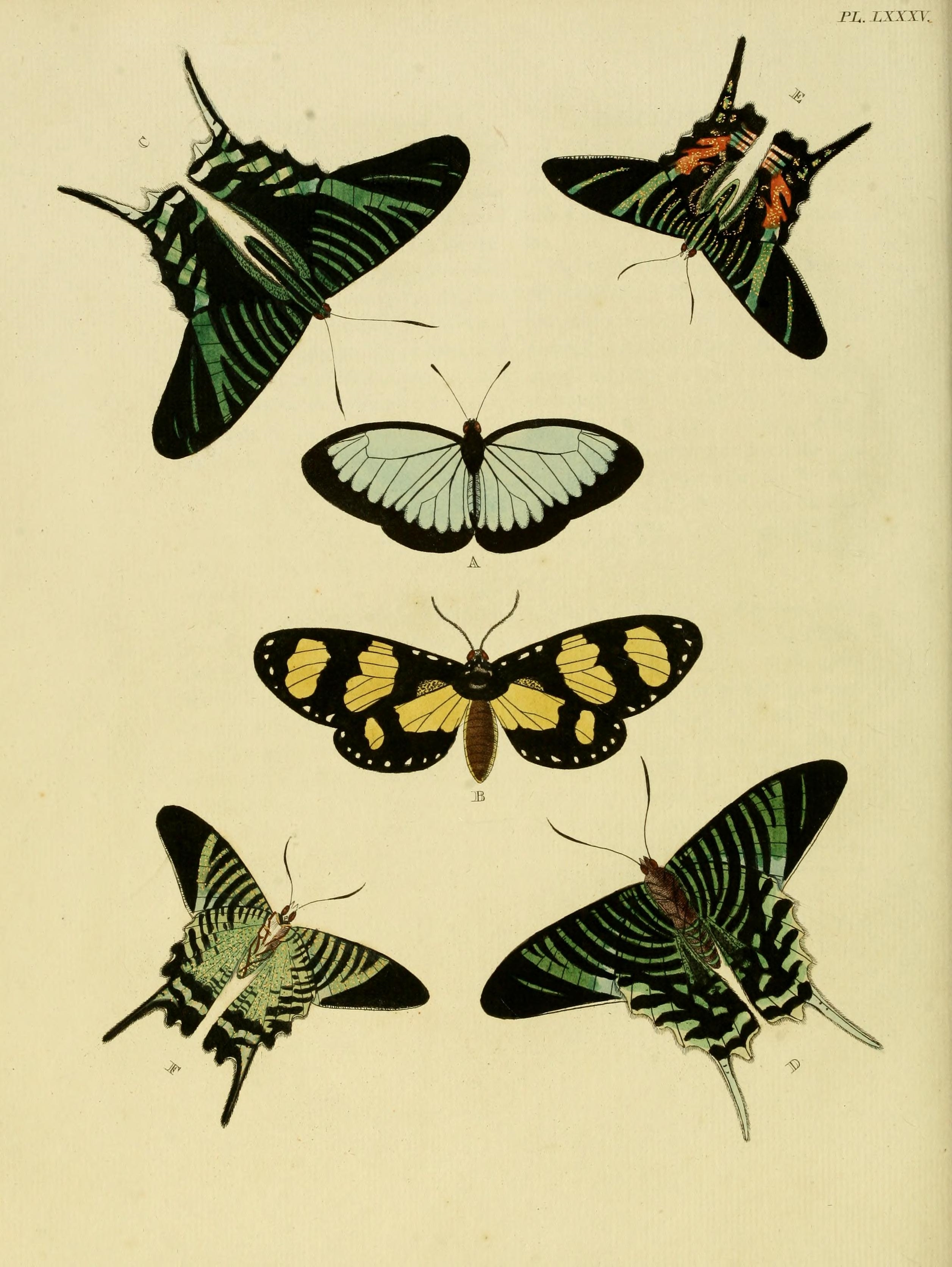
As borboletas acima à direita (em vista superior) e abaixo à esquerda (em vista inferior) são ilustrações de U. sloanus, retiradas do livro De uitlandsche kapellen: voorkomende in de drie waereld-deelen Asia, Africa en America = Papillons exotiques des trois parties du monde, l'Asie, l'Afrique et l'Amérique, de Pieter Cramer e Caspar Stoll (Plate LXXXV, 1776).
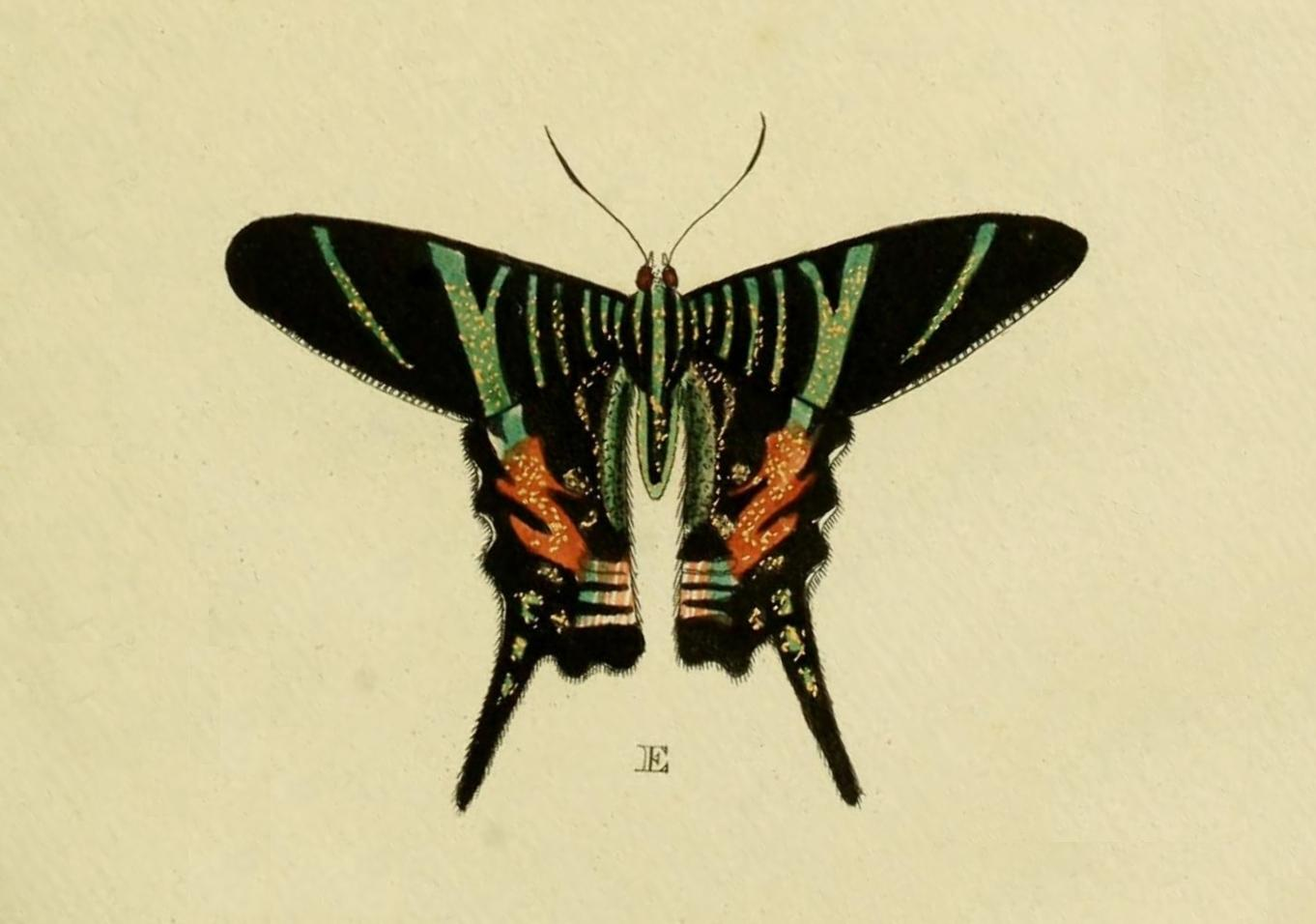
Detalhe da Ilustração de U. sloanus, em vista superior, por Pieter Cramer e Caspar Stoll (1776).

## Distribuição e causas de sua extinção
Na Jamaica, esta espécie foi encontrada em florestas tropicais de planície, em áreas de até 700 metros acima do nível do mar e dentro dos arredores de sua planta hospedeira. Adultos eram comuns desde meados de março até o final de julho, mas geralmente raros no inverno jamaicano; tornando-se cada vez mais excassos no início da década de 1890. A principal causa para a perda de sua população, abaixo de um nível sustentável, talvez tenha ocorrido por perda de habitat, ocasionada por desmatamento de planícies para a agricultura e por eventuais furacões, tornando-a vítima da ausência de uma de suas plantas larvais.